# 넵투누스

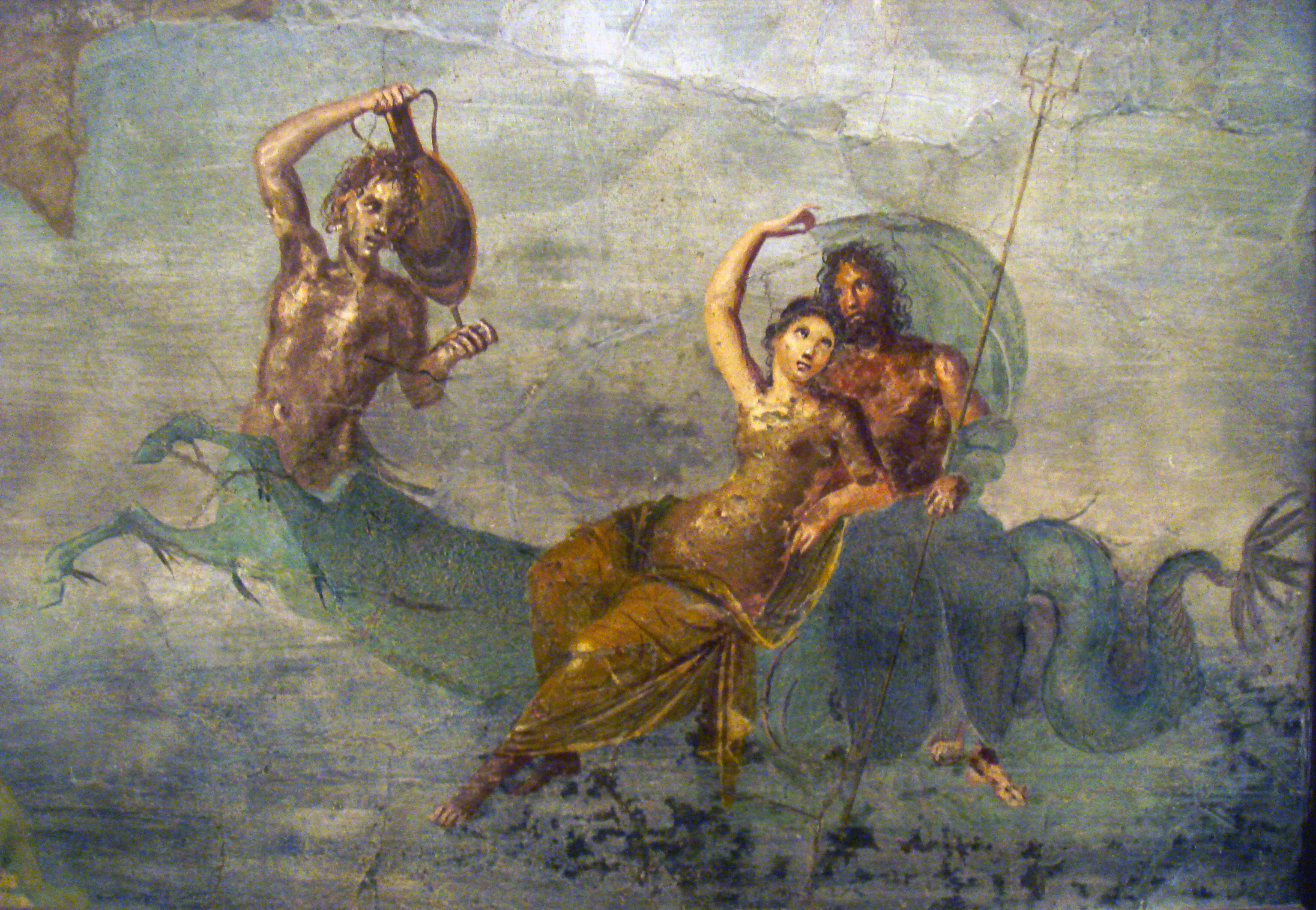
이탈리아 폼페이에서 출토된 켄타우루스, 살라키아, 넵투누스에 대한 고대 프레스코

넵투누스(Neptūnus), 영어명 넵툰, 넵튠(Neptune)은 고대 로마 종교의 민물과 바다의 신이다. 그리스 신화의 포세이돈과 동격의 신으로 그리스 신화에서 영감을 받은 전승에서, 그는 유피테르와 플루톤의 형제이며, 이들은 각각 천상, 하계 (지하 세계 포함), 바다 등의 왕국을 주관한다. 살라키아가 아내이다.
로마 시대의 모자이크에서 특히 북아프리카에서 넵투누스의 묘사는 헬레니즘의 관습에 영향을 받았다. 그는 바다보다는 담수에 좀 더 연관되었는데 그의 축일인 '넵투르날리아'는 물이 부족한 때인 여름의 절정 7월 23일에 열렸다. 포세이돈처럼, 그는 로마에서 말의 신인 '넵투누스 에퀘스트리스'(Neptunus equestris)로서 숭배되기도 했으며, 그는 또한 경마 경주의 수호신이기도 했다.

## 숭배

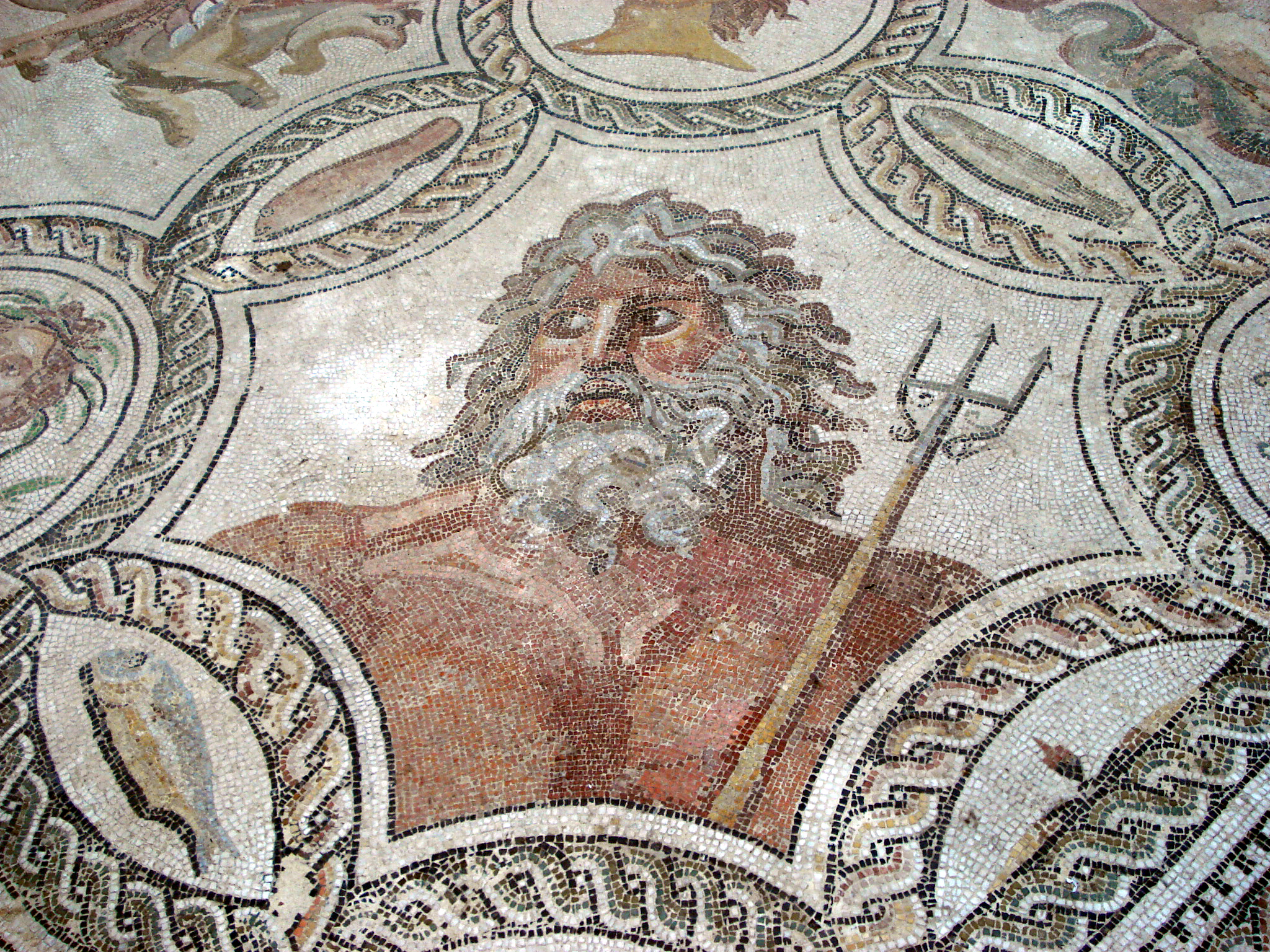
넵투누스의 모자이크 (팔레르모 안토니오 살리나스 주립 고고학 박물관)

이탈리아 헤르쿨라네움의 넵투누스의 저택과 극장 속 벽의 로마 모자이크

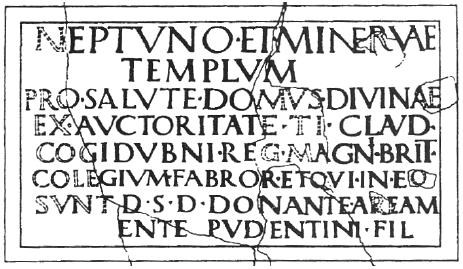
치체스터 금석문으로 다음과 같이 적혀 있다: "신성한 가정의 안녕을 바라며, 브리타니아의 대왕인 티베리우스 클라우디우스 코기두브누스의 인가를 받아, 기능장들의 단체와 이들의 자산을 통해 넵투누스와 미네르바를 위한 이 신전을 세웠으며, 푸덴티누스의 아들인 [...]-엔스가 토지를 기부했다."

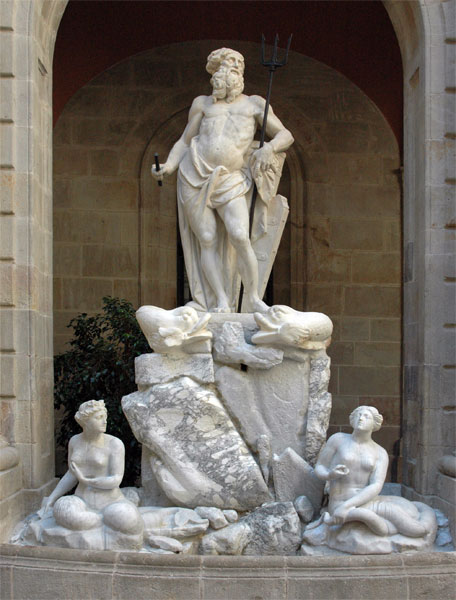
카탈루냐의 조각가 니콜라우 트라베가 제작한 '넵투누스' (1802년작)와, 안토니 솔라의 두 '네레이데스' (바르셀로나 료자 데 마르)

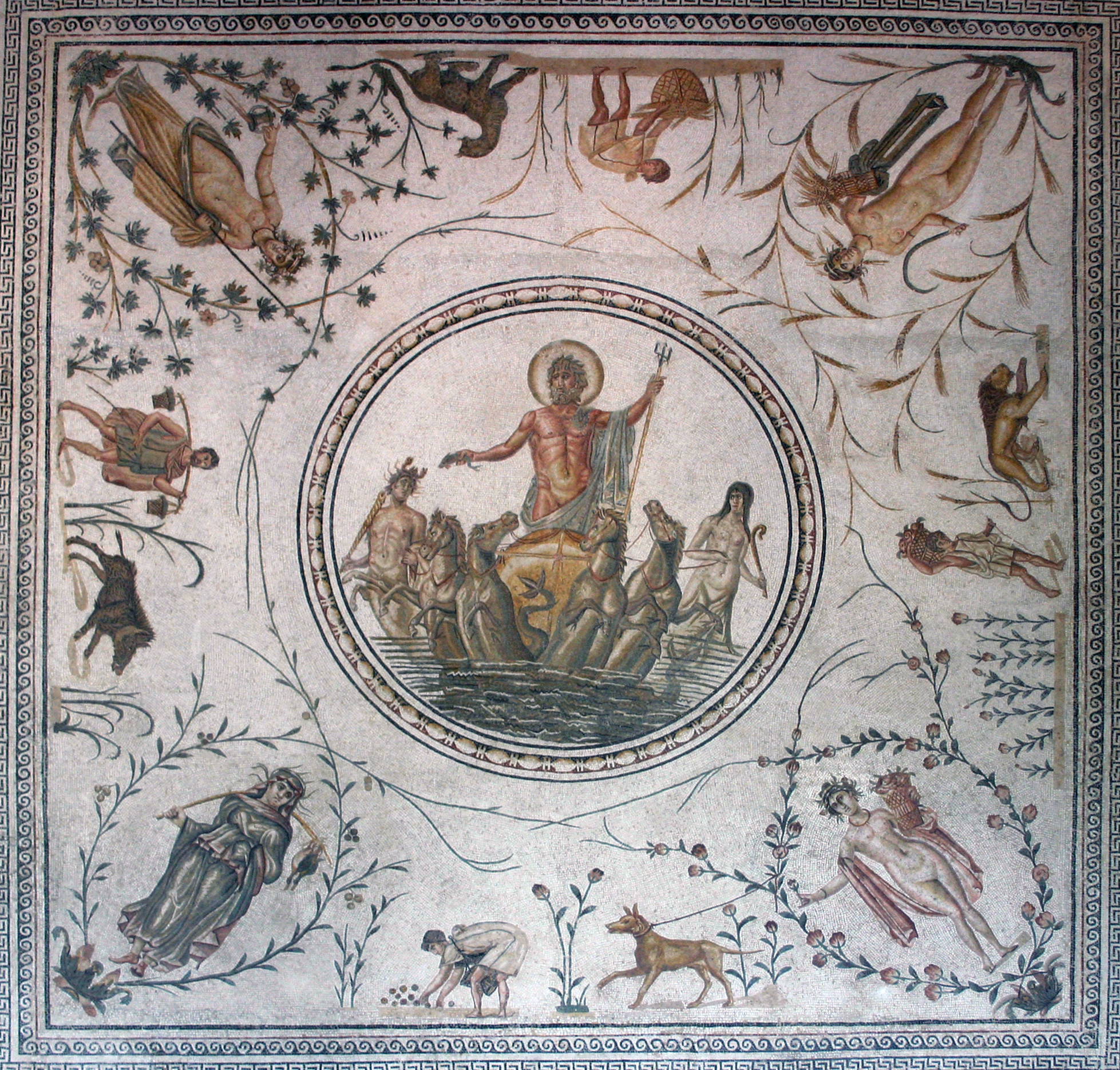
각 구석에 계절과 농사 짓는 모습 및 꽃 등이 나타나 있는 로마 시대의 모자이크인 '넵투누스의 환희' (2세기 후반의 것으로 튀니지 체바에서 출토, 바르도 국립 박물관에서 소장)

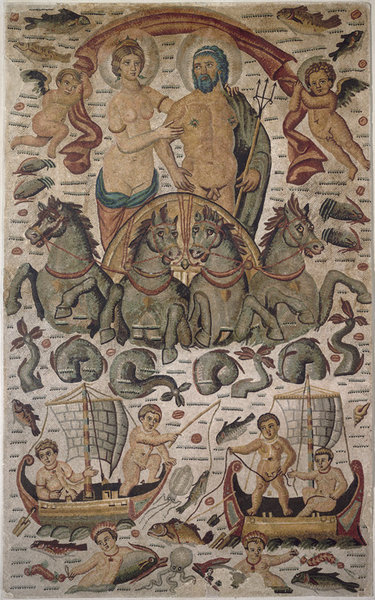
행렬 중에 있는 포세이돈과 암피트리테를 나타내는 '포세이돈과 암피트리테의 개선'. (서기 315-325년경 아프리카 속주의 키르타에서 제작된 대형 로마 모자이크로 현재 루브르에서 소장)

넵투누스의 신학은 그리스 판테온의 일원 중 한 명인 그리스의 신 포세이돈과 가까운 정체성으로 제한적이며, 포세이돈의 신학은 이후에 로마의 신격으로 연관 지어지기도 했다. 기원전 399년의 '렉티스테르니움'은 포세이돈, 아르테미스, 헤라클레스 등 그리스 신화의 인물들이 전래되어 로마에서 넵투누스, 디아나, 헤르쿨레스로 숭배받았다고 나타낸다. 넵투누스가 원시인도유럽의 담수의 신과 혼합되었을 것으로 추측되기도 하는데, 인도유럽인들이 내륙에 거주했고 바다에 대한 직접적인 지식이 거의 없었기에 로마인들은 자신들의 넵투누스 숭배에 있어 과거의 민물의 신에 대한 신학을 다시 사용했을 수 있다. 세르비우스는 넵투누스를 분명하게 강, 샘천, 물의 신으로 언급하였으며 그는 아일랜드 신화에서 강과 우물의 지배자인 네크탄과 유사할 수 있다. 이런 점은 주로 바다의 신으로서 모습을 보이는 포세이돈과는 대조적이다.
넵투누스는 다른 다수의 로마의 신들과도 관련이 있다. 기원전 1세기, 그는 해전의 신인 포르투누스를 대체하였으며 섹스투스 폼페이우스는 본인 '넵투누스의 아들'이라고 칭하기도 했다. 한동안, 넵투누스는 바닷의 지배에 있어서 소금물의 신 살라키아와 짝을 이루었다. 넵투누스는 팔리스키족의 창조신으로 여겨졌고 (팔리스키족은 스스로를 '넵투니아 프롤레스'라 칭했다), 마르스, 야누스, 사투르누스, 유피테르 등과 함께 라틴족의 어버이 신으로서 합류하였다.

### 넵투르날리아
넵투누스에 대한 로마의 축일인 넵투르날리아는 여름이 절정에 다다랐던 때 열렸다 (보통 7월 23일). 축일의 시기와 나무 쉼터를 만들었다는 점은 넵투누스가 매마르고 뜨겁던 시기의 수자원의 신이었음을 암시한다. 가장 오래된 로마력에서는 넵투누스의 '페리아이'를 루카리아 축제와 7월 25일 푸리날리아의 사이인 7월 23일로 정하였다. 이 세 축제 모두 단수가 적을 때인 여름의 열기 (canicula)가 뜨겁고 매마른 시기 당시에 물과 관련되어 있었다.
세 개의 축제들이 논리적 구조에 따라 배치된 것이라 추측되기도 하는데, '루카리아'는 많이 자란 덤불을 정리하고 뿌리를 뽑으며 과하게 자란 것들을 불태우는 데 집중한다. 뒤이은 넵투르날리아는 얼마 안 남은 물을 보존하고 배출해내는 데 전념한다. 이 과정은 '푸리날리아'라고 하는 푸리나 (샘천과 우물의 여신)에게 바쳐진 곳에서 종료된다.
넵투르날리아는 테베레강과 살라리아 가도 사이의 수풀 속 나뭇가지로 만든 오두막에서 열렸으며, 참가자들은 여름의 뜨거운 열을 피하기 위해 샘물과 포도주를 마셨다. 이 기간에는 남녀가 일반적인 로마의 사회적 제약 조건 없이 섞여서 먹고 마시며 놀던 때였다. 넵투누스에게 황소를 제물로 바쳤다는 점에서 이 축제에는 농업적 비옥함과 관련된 맥락이 추가된다.

### 신전
넵투누스는 로마에 신전 단 한 곳만이 있었다. 캄푸스 마르티우스의 남쪽 일부에 위치했던 로마의 경주 트랙인 키르쿠스 플라미니우스 근처에 있었으며, 최소한 기원전 206년 때로 거슬러 올라간다. 이 신전은 기원전 40년경에 그나이우스 도미티우스 아헤노바르부스에 의해 복원이 이뤄졌는데, 이는 아헤노바르부스가 발행한 주화에 묘사되어 있기도 하다. 신전 내에는 스코파스 미노르가 제작한 해양 생물의 조각상이 있었다. 넵투누스 신전은 이후 캄푸스 마르티우스에 건설되었으며, 악티움 해전의 승전을 기념하여 아그리파가 헌정한 것이었다. 이 신전은 과거의 제단을 대신한, 옛 신전을 대체한 것이었다.

### 희생제
넵투누스는 제물로 숫소를 바치는 것이 적절한 것이라 여겨진 로마의 유일한 네 명의 신 중 하나이었다. 다른 이들에는 아폴로, 마르스, 유피테르 등이 있으며, 불카누스 역시도 적색의 숫소와 적색 송아지를 제물로 바치는 것이 묘사되기도 했다. 만일 부주의 또는 불가피하게 부적절한 공물을 바친다면, 신의 보복을 피하기 위한 별도의 속죄가 필요했다. 이 유형의 공물은 신과 세상 간의 분명한 연관성을 암시한다.

### 파레드라이
'파레드라이'(Paredrae)는 신과 동행하는 존재들로, 신의 본질적인 측면들 (또는 힘)을 나타낸다. 헬레니즘 요소의 영항을 받아, '파레드라이'는 별도의 신격 및 관련된 신의 배우자로 여겨졌다. 초기 민중들의 신앙에서도 파레드라이를 이들이 믿는 신의 배우자로 인식하는 경우가 있었다.
살라키아와 베닐리아 등은 고대 및 현대의 학자들에게 논해졌던 존재들로, 바로는 살라키아를 '살룸'(salum, 바다)에, 베닐리아를 '벤투스'(ventus, 바람)와 연관 지었다. 페스투스는 살라키아를 바다의 움직임으로 보았다. 베닐리아는 파도를 바닷가로 끌어오고, 살라키아는 이 파도를 바다로 다시 돌려보내도록 하였다. 이 둘에 대해 기독교 철학자 아우구스티누스가 검토하였고, 그는 '신국론'의 한 장을 두 신격에 대한 신학적 정의에 있어 모순을 조롱하는 데 할애했었는데 살라키아가 깊은 바다를 인격화한 것이기에 아우구스티누스는 그가 어떻게 파도를 되돌릴 수 있는 가에 대해서 놀라워했다 (파도는 표면 현상이기 때문에). 그는 반면에 베닐리아가 '아니마 문디'로 이해되는 유피테르의 측면 (힘)인 '다가오는 희망'일 수 있다고 기재하였다.
세르비우스는 '아이네이아스'에 대한 해설을 하며, V 724에서 살라키아와 베닐리아에 대해 글을 남겼다: "(베누스) 또한 살라키아로 불린 이로, 고대인들에게는 특히 매춘의 여신으로 거론됐다." ([Venus] dicitur et Salacia, quae proprie meretricum dea appellata est a veteribus) 다른 한편에서, 그는 살라키아와 베닐리아가 같은 존재라는 기록을 남겼다.
현대 학자들 중에서, 뒤메질과 그의 제자인 블로흐, 실링 등은 물에 대한 직접적이고, 구체적이며 제한된 가치와 기능에 대하여 넵투누스의 해석을 모았다. 살라키아는 넘처 흐르고 마구 쏟아지는 물의 강력함과 폭력적인 측면을 상징하고 베닐리아는 정지한 (또는 천천히 흐르는) 물의 고요하고, 잔잔한 측면을 나타낸다. 넵투누스의두 '파레드라이' (살라키아와 베닐리아)는 물의 아주 강력하고 고요한 측면을 나타내며 살라키아는 마구 쏟아지는 고압적인 물이고, 베닐리아는 정지 (또는 느리게 흐르는)한 물이다.
프렐러, 파울러, 페테르스만, 터카치 등은 넵투누스의 신학 이론에 지상계의 비옥성, 특히 농업과 인간의 생식 등과 관련하여 만물의 신으로서의 더 넓은 의미를 부여하였다. 이들은 살라키아를 성욕의 인격화, 베닐리아를 사랑 및 번식에 대한 욕구와 관련하여 매력을 어필하는 '베니아'(venia)와 연관시켜 해석했다. 루트비히 프렐러는 베닐리아가 띠는 중요한 측면을 언급했는데 그녀가 '인디기타멘타'에 갈망과 욕구의 신으로서 기재되어 있다는 것이다. 프렐러에 의하면, 이는 베누스와 유사한 신명(theonym)을 설명해준다. 다른 자료들에서도 이 점과 동의으로 보이며, 살라키아는 아킬레스의 어머니인 테티스에 상응하고, 베닐리아는 투르누스와 유투르나의 어머니로 여겨진다 (아버지는 루툴리아인의 왕인 다우누스). 또 다른 자료에 의하면, 베닐리아는 야누스의 연인이며, 그와의 사이에서 그는 님프 카넨스 (피쿠스의 연인)를 낳았다. 이 신화의 정보는 넵투누스의 '파레드라이'의 모습, 특히 출산과 모성에 있어 베닐리아의 모습에서 만들어진 생식의 기능을 강조한다. 신화 상의 왕 베눌루스가 티부르와 라비니움가 유명했었다.

## 넵투누스 에퀘스트리스
포세이돈은 해양의 신으로 알려지기 이전에, 말과 관련성을 띠었고 본래는 말의 형태로 묘사되었을 것이다. 이 연관성은 대지를 흔드는 자, 말, 샘천, 말이 지닌 영혼의 안내자적 성격이라는 포세이돈의 맹렬하고 무자비한 속성을 반영한다. 이와 대조적으로, 넵투누스는 말과 직접적인 관련성을 갖고 있지 않다. 로마의 신 콘수스가 말과 관련성을 띠고 있으며, 그의 지하에 위치한 제단은 팔라티노 언덕 아래의 키르쿠스 막시무스의 저미기(경마장 자리)에 위치했었다. 여름의 콘수알리아 기간 (8월 21일) 말과 당나귀를 꽃을 들고 열을 지어 있는 군중들에게 데려간 다음 키르쿠스에서 경주 경기를 여는 것이 관례였다. 이 축제 기간에는 이 축제의 성적 방종을 허가한 성격을 반영한, 사비니 (및 라틴인) 여인들의 납치를 재현하기도 했다. 이 날, 플라멘 퀴리날리스와 베스타 사제단은 콘수스의 지하 제단에서 희생제를 열었다. 두 번째 콘수알리아가 오피콘시비아와 가깝다는 점 (오피콘시비아는 4일 뒤인 12월 19일에 열리는 겨울 축제)은 농업에 적용되는 두 신의 관계를 암시한다. 뒤메질에 따르면, 말은 포세이돈과 콘수스 신학 세계에서 무척이나 다른 상징적 가치를 띤다. 테르툴리아누스 ('De Spectaculis' V 7)는 로마의 전승에 따르면 콘수스가 사비니 여인들의 납치를 하라고 로물루스에게 귀띔해준 신이라고 하였다.
'포세이돈 히피오스' (Ίππιος, 말의 신 포세이돈)에서 영향을 받았을 것으로 추정되는, 콘수스 (콘수스의 축제는 경마 경기를 포함했다)는 '넵투누스 에퀘스티스' (Neptunus equestris)로 재해석되었는데 지하에 있는 그의 제단에서 콘수스는 '포세이돈 에노시크톤' (Ένοσίχθων, 대지를 뒤흔드는 자 포세이돈)과 동일시 여겨졌다. 군주 또는 배우자를 뜻하는 '포시스'와 곡물 또는 대지를 뜻하느 '데'에서 비롯한 포세이돈 (Poseidon)의 어원은 콘수스를 넵투누스와 동일시 여기는 데 기여했을 수 있다. 제단을 위해 땅을 파야했던 것을 요구하던 콘수스의 신비주의적 제의는 그의 오래되고 지하적인 속성을 나타낸다. 뒤메질은 아우구스티누스의 해석 ('De Civitate Dei' IV 8'에서 저장된 곡물의 보관을 관장하는 투틸리나의 역할에 대해)에서 콘수스의 이름이 저장된 곡물의 신들인 상쿠스, 야누스 등과 유사한 동사적 명사인 '콘데레'(condere, 숨김 또는 저장)에서 비롯한 것이라 풀이하였다. 콘수스와 포세이돈을 완전하게 동일시 여기는 것은 포세이돈이 지하의 제단 및 성소에서 숭배되지 않았다는 사실에서 걸림돌이 존재한다.
마르티아누스 카펠라 (Martianus Capella)는 콘수스에 대한 오랜 '인테르프레타티오 그라이카' 또는 '아게르 라티니엔시스'(라틴족의 땅) 지하에서 들렸다던 땅 갈라지는 소리에 대해 넵투누스에게 속죄하라고 한 '데 하루스피쿰 레스폰소'(De Haruspicum Responso)의 권고에서 나타난 에트루리아인들의 지하 세계 신 넵투누스에 대한 사상을 따라, 천상의 10 구역에 배치시켰다. 에트루리아인들 역시도 경마 경주에 심취해 있던 자들이었다.

## 에트루리아
넵투누스에 대한 에트루리아 명칭은 네툰스이다. 넵투누스가 에트루리아어에서 비롯한 것이라는 의견도 제시되나, 이 관점은 논쟁 중에 있다. 네툰스는 에트루리아인들에게 있어 명백하게 중요성을 띠었다. 그의 이름은 피아첸차의 간에서 7번째 부위인 바깥쪽 테두리 그리고 28번째 부위인 담낭 등 두 번 발견된다. 이 점은 담낭이 넵투누스에게 신성하게 여겨진다고 하는 대플리니우스의 생각과 일치한다. '네툽스'라는 이름은 '리베르 린테우스'의 7번째, 9번째, 11번째 단 등에서 8번 등장한다.
투스카니아에서 출토된 한 청동 거울 (E. S. 1. 76)에서, 네툽스는 우실 (태양의 신)과 테산 (황혼의 신)에게 말을 거는 모습으로 나타나 있다. 네툰스는 오른손에 양쪽으로 달린 삼지창을 들고 왼손으로는 지시를 하는 듯이 팔을 올린 모습으로 좌측에 배치되어 있다. 우실은 오른손에 아플루의 활을 쥔 체 가운데에 서 있다. 테산은 오른손을 우실의 어깨에 올린 모습으로 오른쪽에 위치했는데, 이 둘은 네툽스의 말을 듣고 있는 것으로 보인다. 우실과 아플루를 동일시 여기는 것 (그리고 네툰스와의 유대)은 돌고래 두 마리를 쥐고 있는 앙귀페드 악마를 통해 강조된다. 이 장면은 지상 세계와 생명의 순환에 대한 주요 신으로서 네툰스와 아플루 (여기에서는 우실과 동일시)의 유사성과 관계를 강조한다. 우실-아플루와 테산 등은 수리 (Śuri, 지하의 태양신 소라누스 파테르)와 동일시 여겨지며 지상 세계의 덧없음을 분명히 한다.
넵투누스는 인간의 생식력을 포함한 생식의 신이다. Stephen Weinstock에 따르면, 유피테르는 일단 세 지역 각각에 그 지역과 관련된 다른 측면으로 존재하며, 넵투누스는 두 번째에, 플루토는 세 번째에 위치해야 했다. 10 구역에 넵투누스가 위치하지 못한 이유는 불분명하다. 인간 세계와 관련된 신들이 세 번째 사분면에 배치된 것과 일치한다.

### 에트루리아 페나테스
아르노비우스는 넵투누스의 신학 체계에 대한 정보를 제공하였다. 넵투누스와 아폴로 등은 에트루리아의 페나테스로 여겨졌고, 일리움에 성벽을 만들어준 이들이었다. 같은 사료를 근거로 한 또 다른 전승에 따르면, 에트루리아의 페나테스는 포르투나, 케레스, 게니우스 요비알리스, 팔레스 등이었다.

## 어원

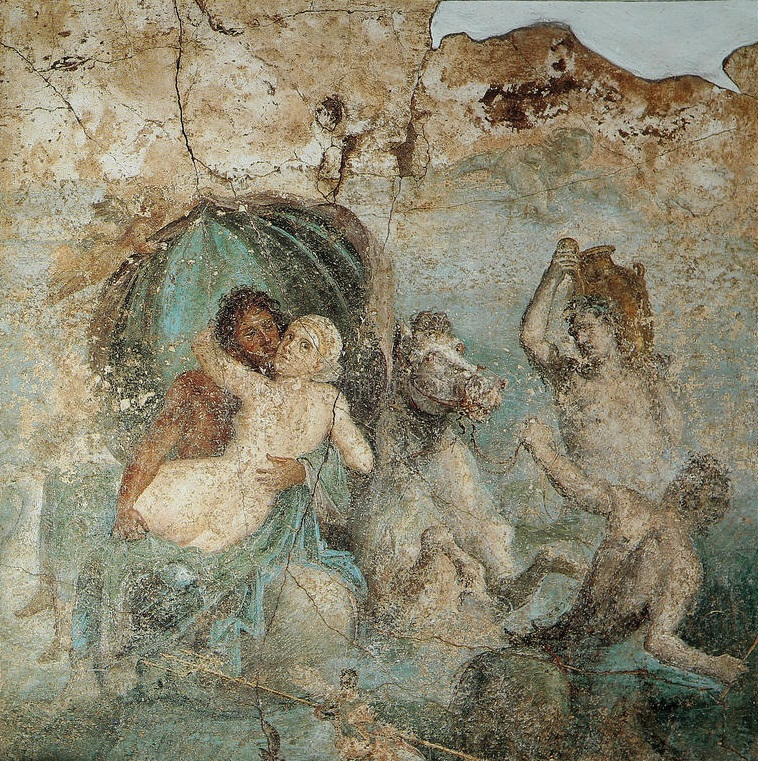
1세기 이탈리아 스타비아이에서 출토된 넵투누스와 아미모네의 프레스코

라틴어 '넵투누스'(Neptunus)의 어원은 불분명하고 논란 중에 있다. 고대의 문법학자 바로는 '누피타이'(nuptiae, 천상과 지상의 혼인)를 시사하는 '눕투스'(덮음, 가림, opertio)에서 이름의 유래를 끌어왔다.
현대의 학자들 중에, 파울 크레치머는 인도유럽어 '넵투-'(*neptu-, 촉촉한 표면)에서 유래를 제시했다. 레몽 블로흐 (Raymond Bloch)는 그 유래가 '눕투-'(*nuptu-, 촉촉한 자)의 형용사 형태일 것이라는 유사한 이론을 제시했다.
조르주 뒤메질은 어근 '넵-'(*nep-)에서 비롯한 단어들은 베다 산스크리트어와 아베스타어를 제외한 다른 인도유럽어에서는 확인이 되지 않았다고 하였다. 그는 '넵투누스'가 인도 및 이란의 신명인 아팜 나파트 및 아팜 나파 그리고 고대 아일랜드의 신명 네크탄과 연결시키는 어원을 제시하였는데, 이들 신명 모두 '물의 후손'을 의미한다. 비교적 접근법을 사용하여, 인도이란, 아베스타, 아일랜드의 신적 인물 등은 넵투누스에 대한 로마의 전승과 공동의 특징들을 갖고 있다. 뒤메질은 이 명사들이 인도유럽 어근 '네포츠-'(népōts-, 후손, 자매의 아들)에서 비롯한 것이라 하였다. 그의 옛 제자, 인도유럽학자 얀 푸흐벨은 인도유럽의 물 속의 불 신화의 일부로서 넵투누스가 '물의 자녀'(neve, 조카)를 뜻했을 것이라는 의견을 냈다.
라티움과 에트루리아의 전설상의 역사에서 근거를 한 또 다른 어원이 19세기 학자들인 루트비히 프렐러, 카를 오트프리트 뮐러, 빌헬름 디케에 의해 제시되었다. 에트루리아의 신 네툽스 또는 네투누스 (NÈDVNVZ)의 이름은 팔레리 인근의 지명 네페(펫, Nepe(t)) 또는 네페테 (오늘날 네피)의 형용사 형태일 것이다. 이 지역은 전통적으로 넵투누스 숭배와 관련이 있었으며, ,메사푸스, 할레수스 (팔레리의 영웅과 동명) 등은 그의 아들로 여겨진다. 메사푸스는 '아이네이아스' 상에서 팔리스키족 (및 그 외)을 전쟁으로 이끌었다. 네피와 팔레리는 고대 시대 이래로 이들 지역의 샘천수의 뛰어난 품질로 유명하였다. '넵트'는 그리스조어 '나페'(나페, 숲이 우거진 계곡, 바위 틈)와 어원이 같은, '축축하고 넓은 계곡, 평야'를 의미하는 명사에서 기원한 인도유럽조어의 물과 관련된 지명으로 여겨질 수 있다.

### 풍요의 신이자 신성한 조상
1990년대의 강의에서, 독일 학자 후베르트 페테르스만 (Hubert Petersmann)은 인도유럽 어근 '네브흐-'(*nebh-, 축축한, 젖은)에 접미사 '-투'(-tu, 추상적 동사의 명사)와 형용사적 접미사 '-노'(-no, 활동의 범위)가 감미된 어원을 제시했다. 어근 '네브흐-'(*nebh-)는 산스크리트어 'nābhah', 히타이트어 '네피스'(nepis), 라틴어 '누브스'(nubs)와 '네불라'(nebula), 독일어 '네벨'(Nebel), 슬라브어 '네보'(nebo)에서 제시된다. 이 발상은 어근 '하워르소-'(*h2wórso-, 물을 주는)와 '하워르쏘-'(*h2worsó-, 관개를 하는 자)에서 비롯한, 그리스 신 우라누스 (Όυράνος)라는 이름에서 표현된 것과 유사할 것이다.
페테르스만은 넵투누스의 신학에 대한 색다른 해석을 내놓았다. 인도유럽어의 '네브흐'(*nebh)에서 기반으로 한 신명을 해석하는 데에서 고안을 해내며 그는 넵투누스가 쾌청한 하늘의 신 제우스/유피테르와 같이 다니는 (그리고 그 대척선에 선) 구름 끼고 비내리는 하늘의 고대신이었을 것이라 하였다. 카일루스와 비슷하게 그는 비옥하게 하는 비의 힘을 통해 모든 지상의 생명체들에 대한 아버지이었을 것이라는 것이다. 넵투누스와 지상의 '히에로스 가모스'는 베르길리우스의 '아이네이아스' 제5권 14장에 '파테르 넵투누스' (아버지신 넵투누스)로서 반영되어 있다. 넵투누스의 힘은 그의 '파레드라이' 중 한 명이자 구름 덮인 하늘을 의미하기도 한 살라키아를 통해 반영되었을 것이다. 그의 또 다른 '파레드라이'인 베닐리아는 바다뿐만 아니라 바람과도 연관되어 있다. 베닐리아라는 신명은 산스크리트어 '바나티'(vánati)와 바노티(vanóti, '그가 사랑하는'), 독일어 '본네'(Wonne), 라틴어의 베누스와 '베니아'(venia) 등에 있는 인도유럽 어근 '벤ㅎ(*ven(h), 사랑하는 또는 갈망하는)에서 비롯했다고 상정되는 형용사 '베닐리스'(*venilis)에서 기원했을 것이다. 넵투누스의 속성은 카툴루스의 31. 3 'uterque Neptunus'로도 발견된다.
페테르스만에 의하면, 옛 인도유럽인들은 강우의 신을 생명의 창조자로서 숭배하기도 했으며 이 점은 히타이트의 신명에서 지상과 인간의 지배자인 '네피샤쉬 (디 또는)이슈쿠라쉬'(nepišaš (D)IŠKURaš) 또는 '네피샤쉬 (다 또는)타르훈나쉬'(nepišaš (D)Tarhunnaš, 젖은 하늘의 군주) "lord of sky wet")에서 나타난다. 기후의 군주로서의 역할이 제우스/유피테르에게 넘어갔음에도, 과거의 역할은 다음과 같이 문학 속에 남아 있다: '아이네이아스' 제5권 13-14절, "Heu, quianam tanti cinxerunt aethera nimbi?/ quidve, pater Neptune, paras?" ("무엇이, 대체 왜 이렇게 많은 구름들이 하늘을 둘러싸고 있는 것인가? 대체 당신, 아버지 넵투누스는 무엇을 준비 중인 것입니까?") 물이 지닌 필수성 및 물이 번식과 관련되어 있다는 사실은 보편적으로 알려져 있다.
뮐러와 디케 등은 넵투누스의 신학을 라틴족계인 팔리스키족의 시조인 메사푸스와 할레수스의 아버지가 그였기에 이들 민족의 신적인 조상으로 해석하였다. 윌리엄 워드 파울러는 살라키아를 마르스, 사투르누스, 유피테르와 마찬가지로 라틴족을 만들어낸 남성의 힘을 인격화시킨 것이라고 여겼다.

## 미술 작품 속 묘사

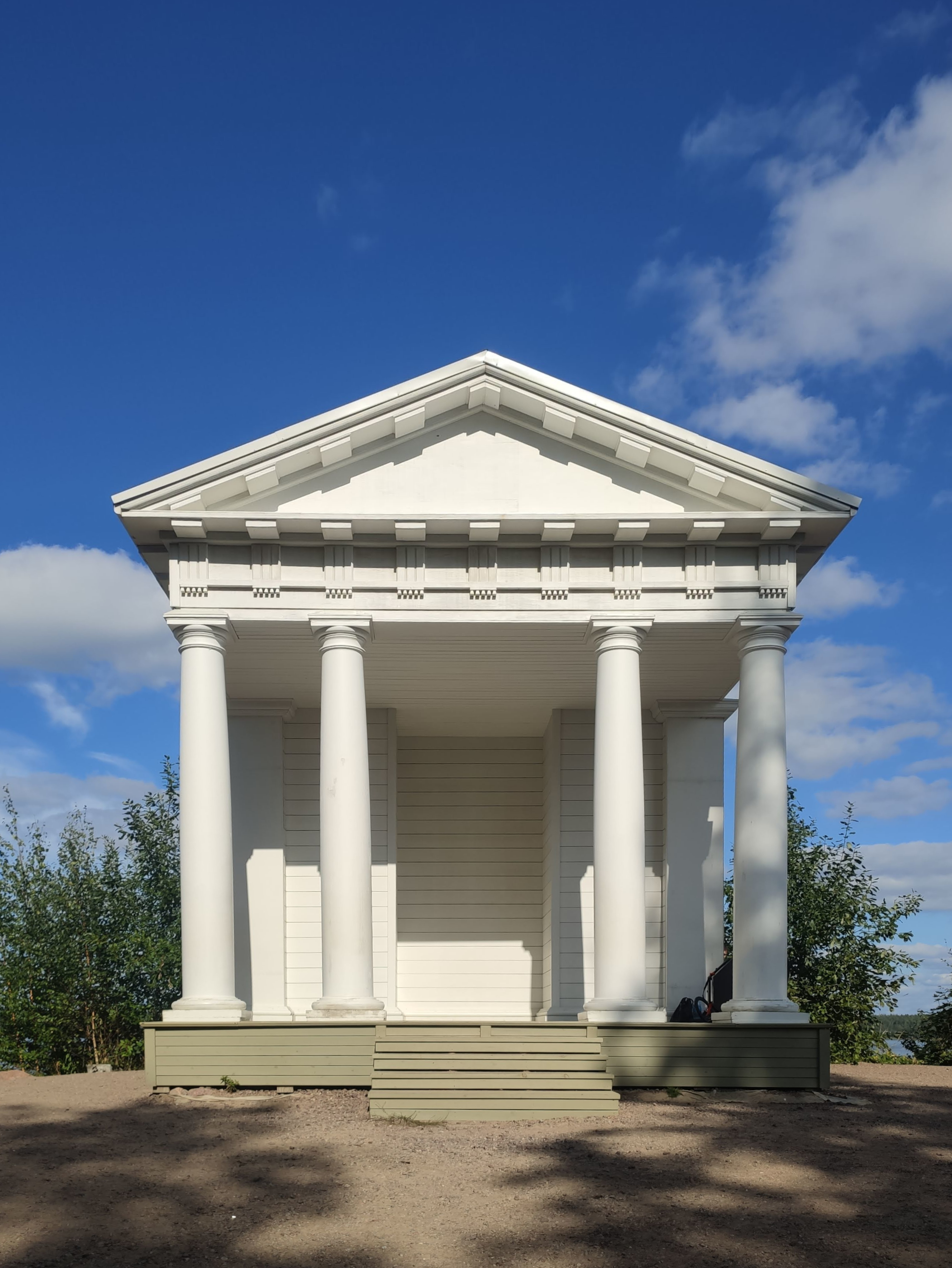
러시아 비보르크의 몬레포 정원 속 넵투누스 신전

넵투누스에 대한 에트루리아인들의 표현은 드물지만 뛰어나다. 가장 오래된 것은 기원전 4세기의 것으로 추정되는 불키에서 출토된 카닐리언에 새겨진 스카라브로, 네툰스가 바위를 발로 차 샘천을 만들내고 있다 (프랑스 파리 국립 도서관의 BnF 박물관). 또 다른 에트루리아 유물 (륀 컬렉션의 '네투누스')에서는 넵투누스가 삼지창으로 지상에서 말이 나오게 하고 있는 모습을 묘사한다.
바티칸 박물관의 4세기 후반 청동 거울 (Museo Gregoriano Etrusco: C.S.E. Vaticano 1.5a)은 아미모네 (다나우스의 딸)과 같이 있는 넵투누스를 묘사하며, 넵투누스는 사티로스의 공격에서 그를 구하고 샘천을 만들어내는 모습을 가르친다. 그 외에 투스카니아에 보관 중인 청동 거울 (Museo Gregoriano Etrusco E. S. 1. 76)은 기원전 350년경의 것으로 추정되며, 우실과 테산과 이야기하고 있다. 그는 양끝으로 달린 삼지창을 들고 있고, 그가 번개를 다룰 수 있을지도 모른다는 것을 암시한다.

### 사진첩

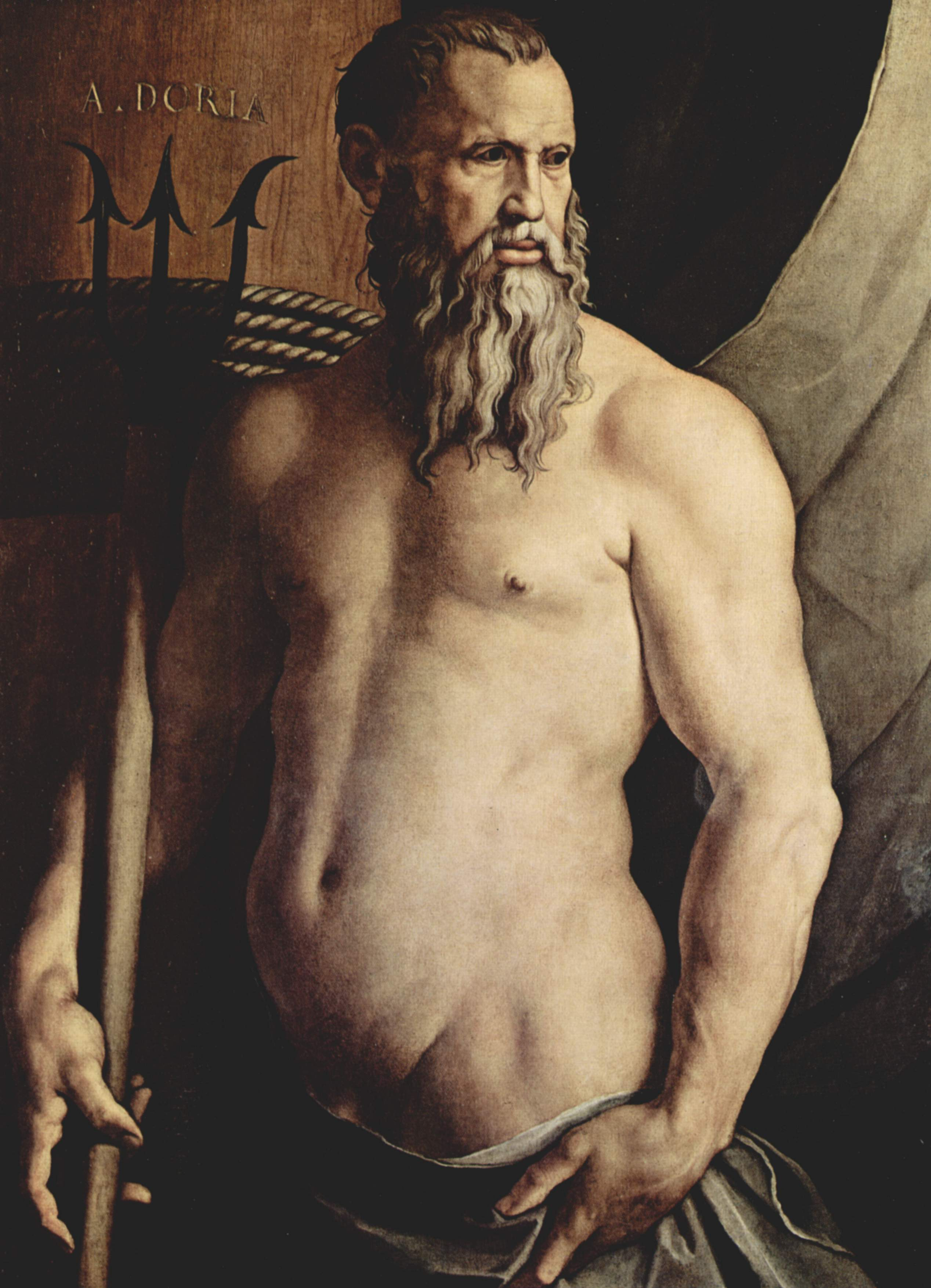
아뇰로 브론치노의 '넵튠의 모습을 한 안드레아 도리아의 초상' (1530년대 또는 1540년대경)
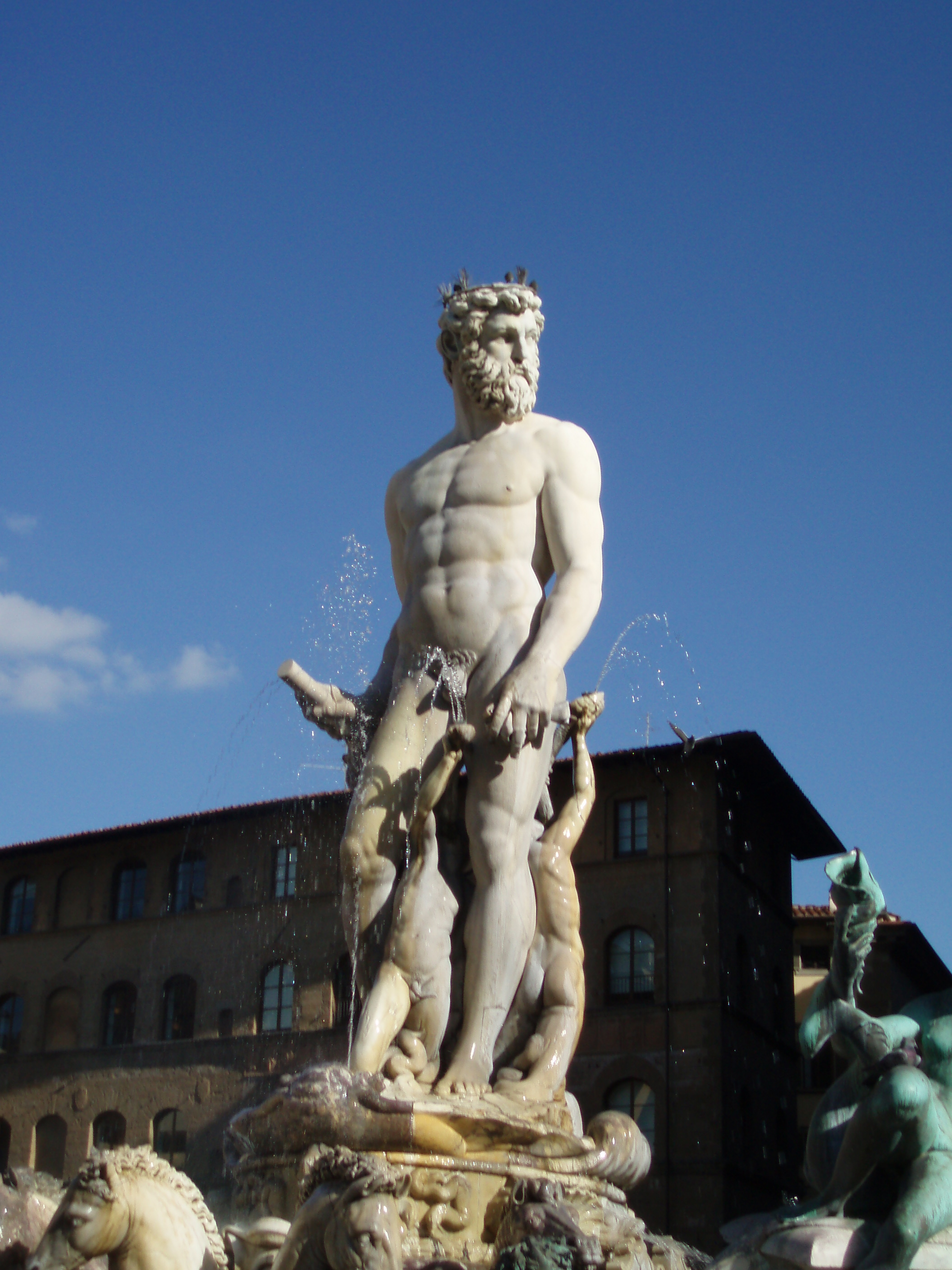
바르톨로메오 암만나티의 넵투누스 분수 (피렌체)
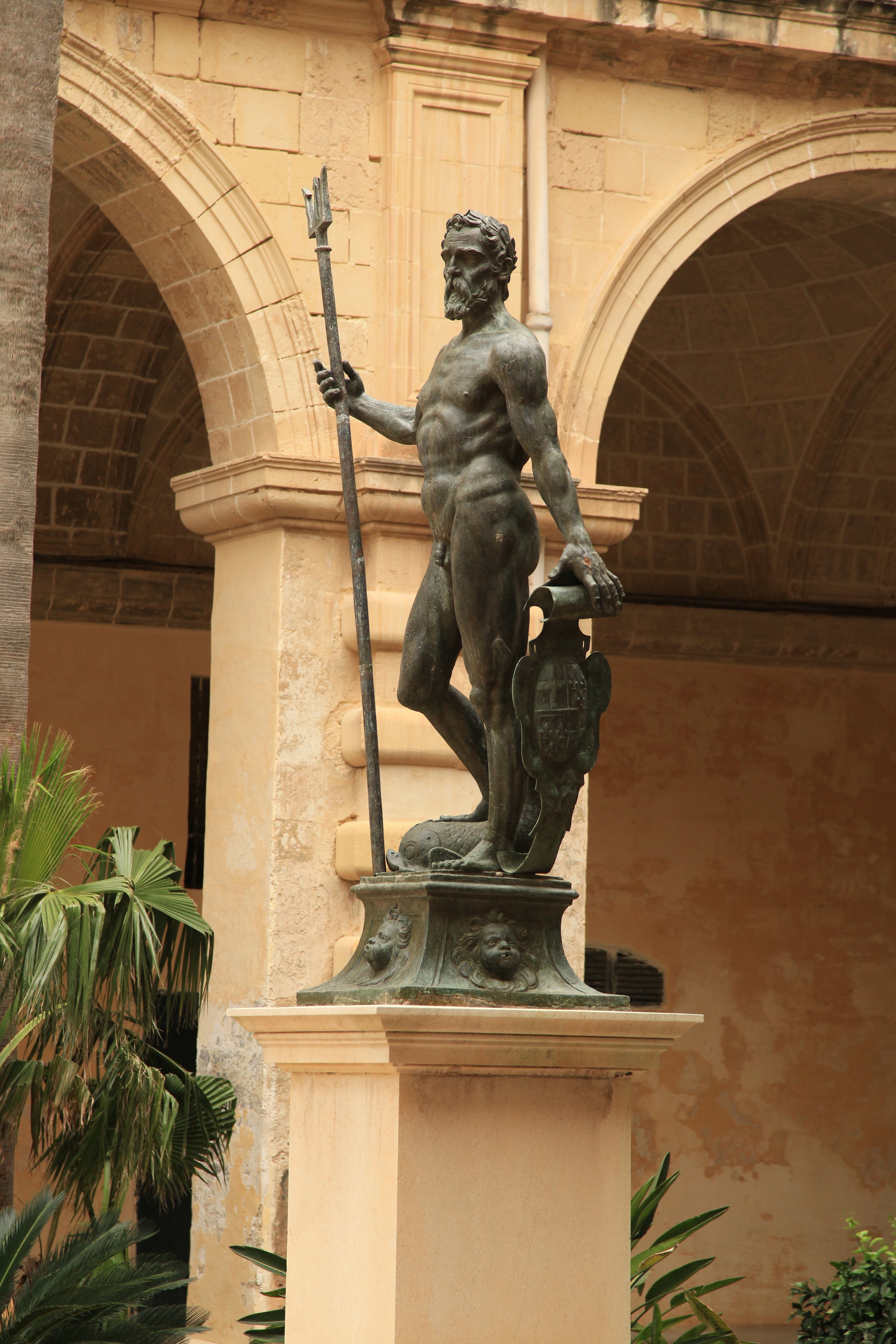
몰타 발레타의 16세기 후반에 제작된 청동상
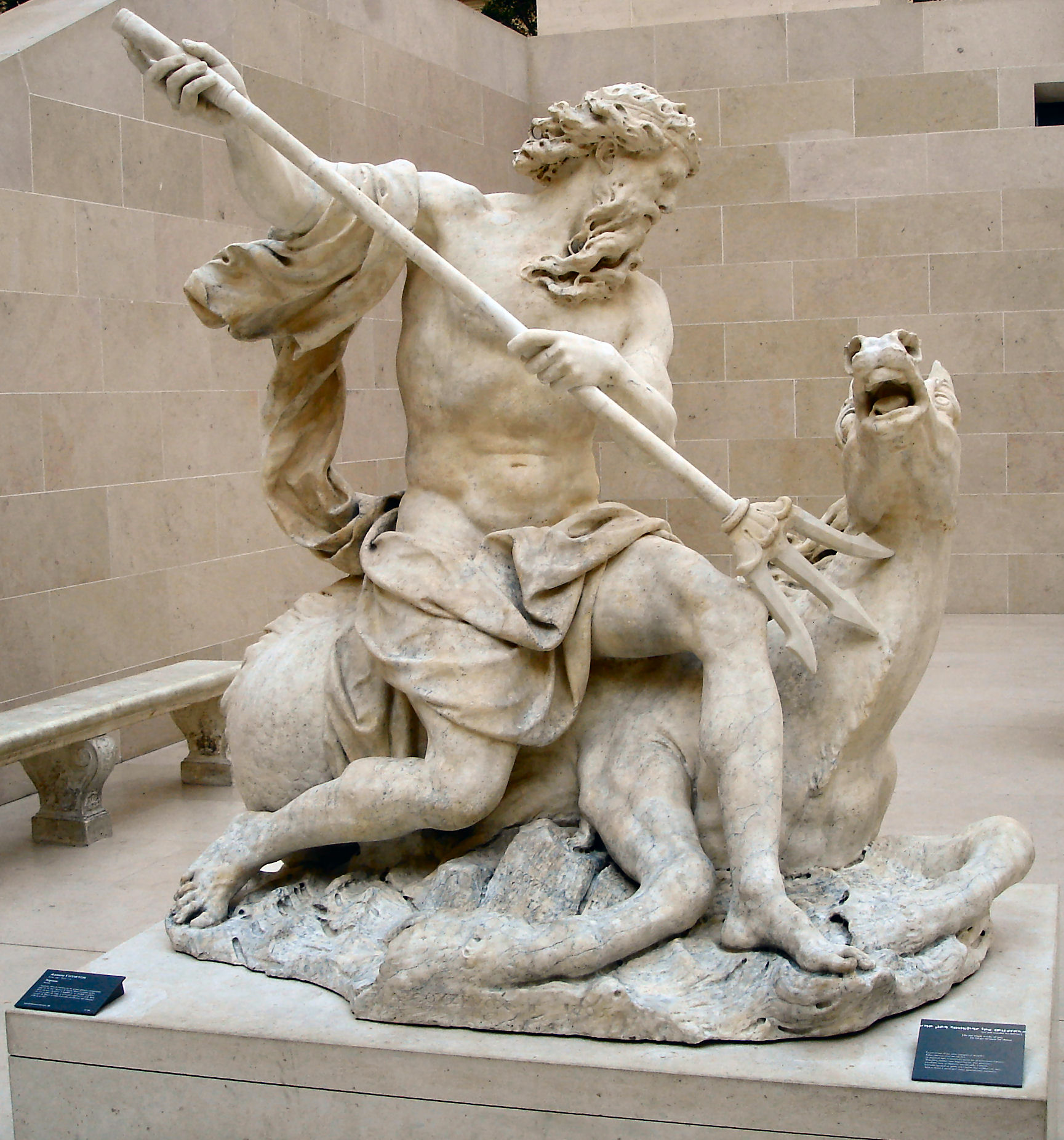
루브르에 위치한 앙투안 쿠아즈보의 '넵투누스' (1705년)
조반니 바티스타 티에폴로의 '베누스에게 선물을 주는 넵투누스' (1748년–1750년)
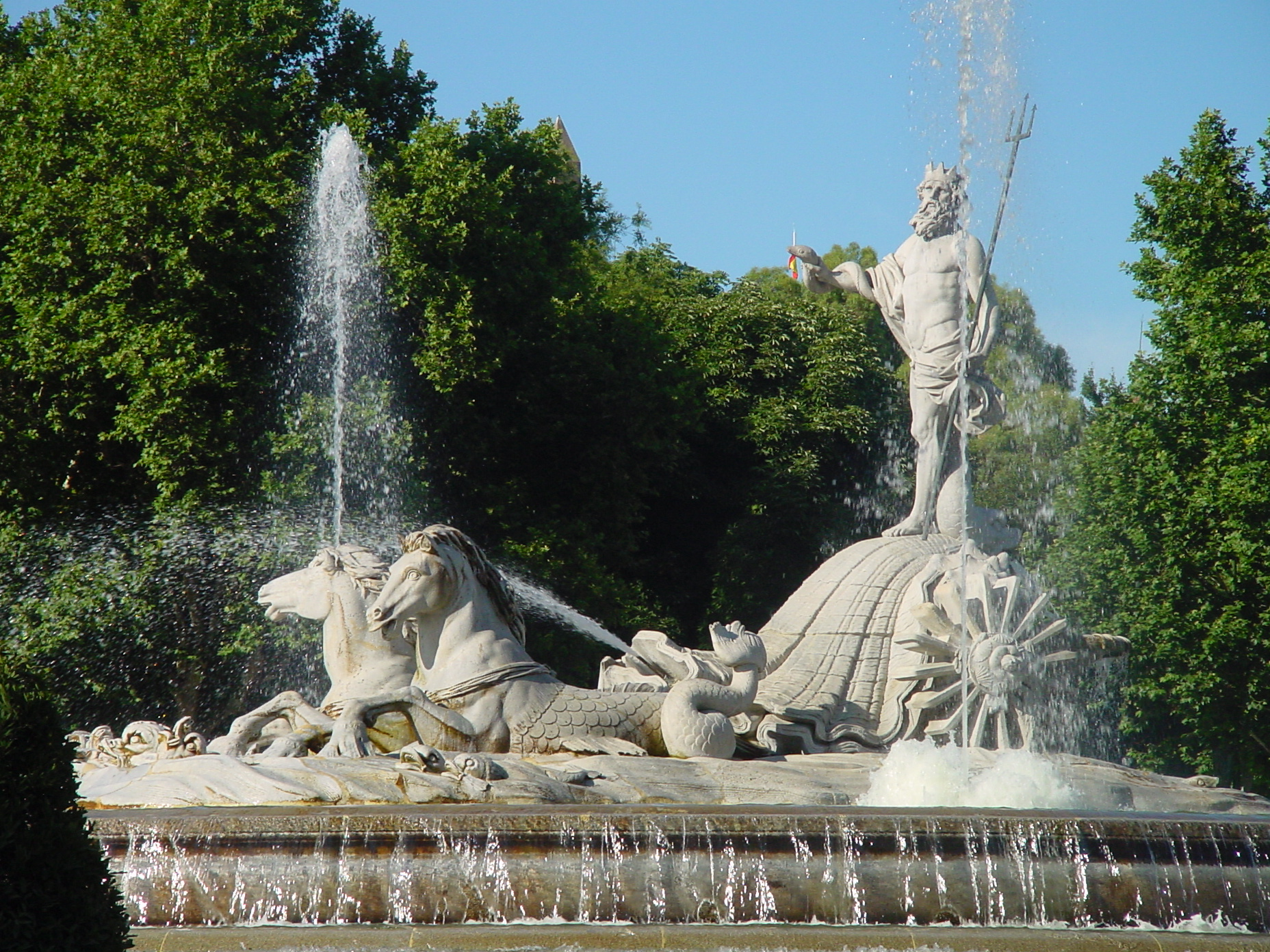
마드리드에 위치한 후안 파스칼 데 메나의 넵투누스 분수 (1780년–1784년)
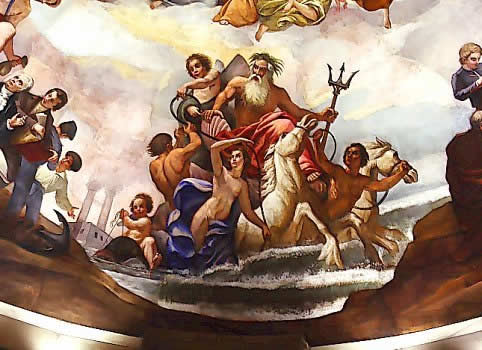
미국 국회의사당 돔에 위치한 콘스탄티노 브루미디의 '워싱턴의 신격화' (1865년)
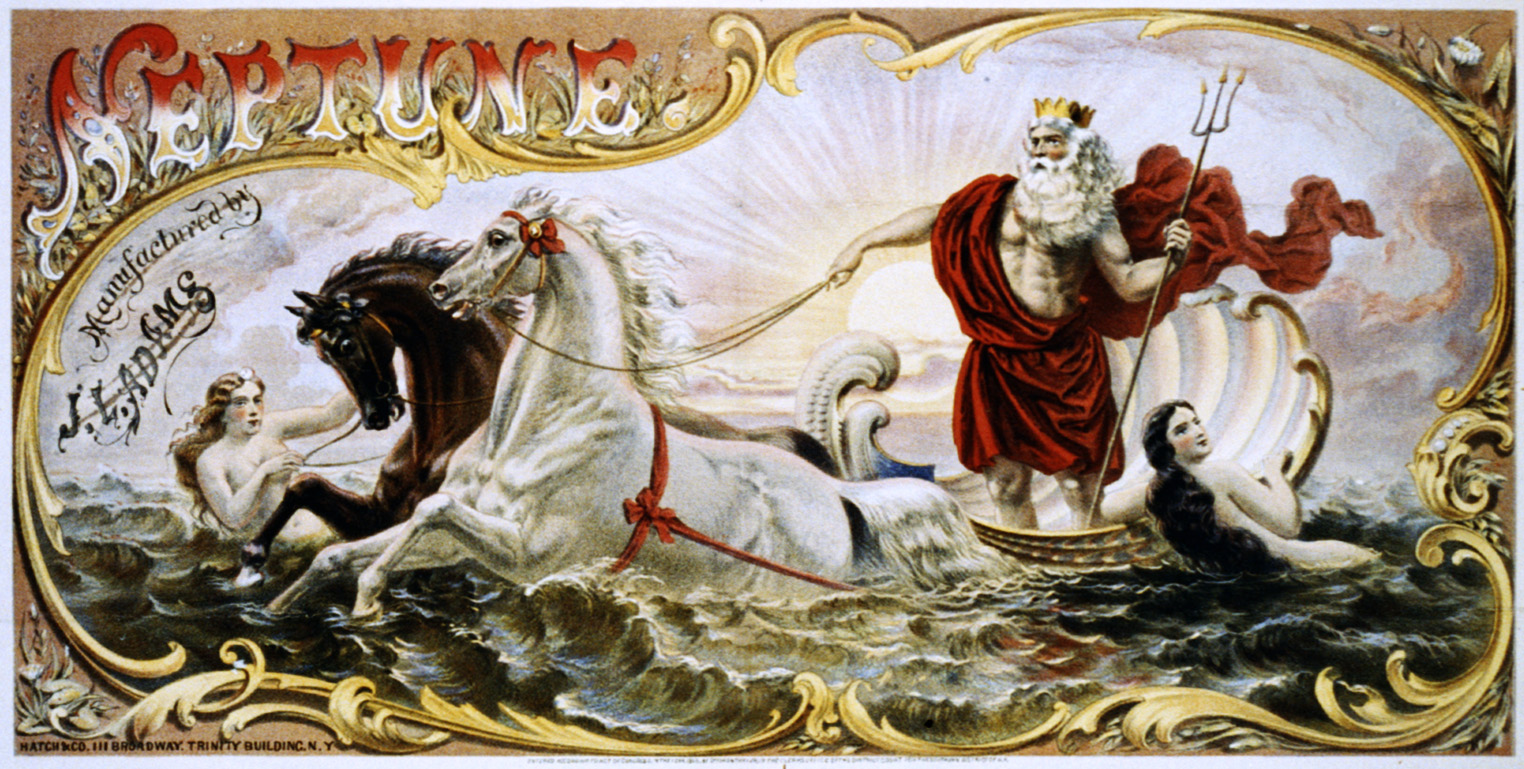
넵튠 담배 상표 (1860년–1870년)
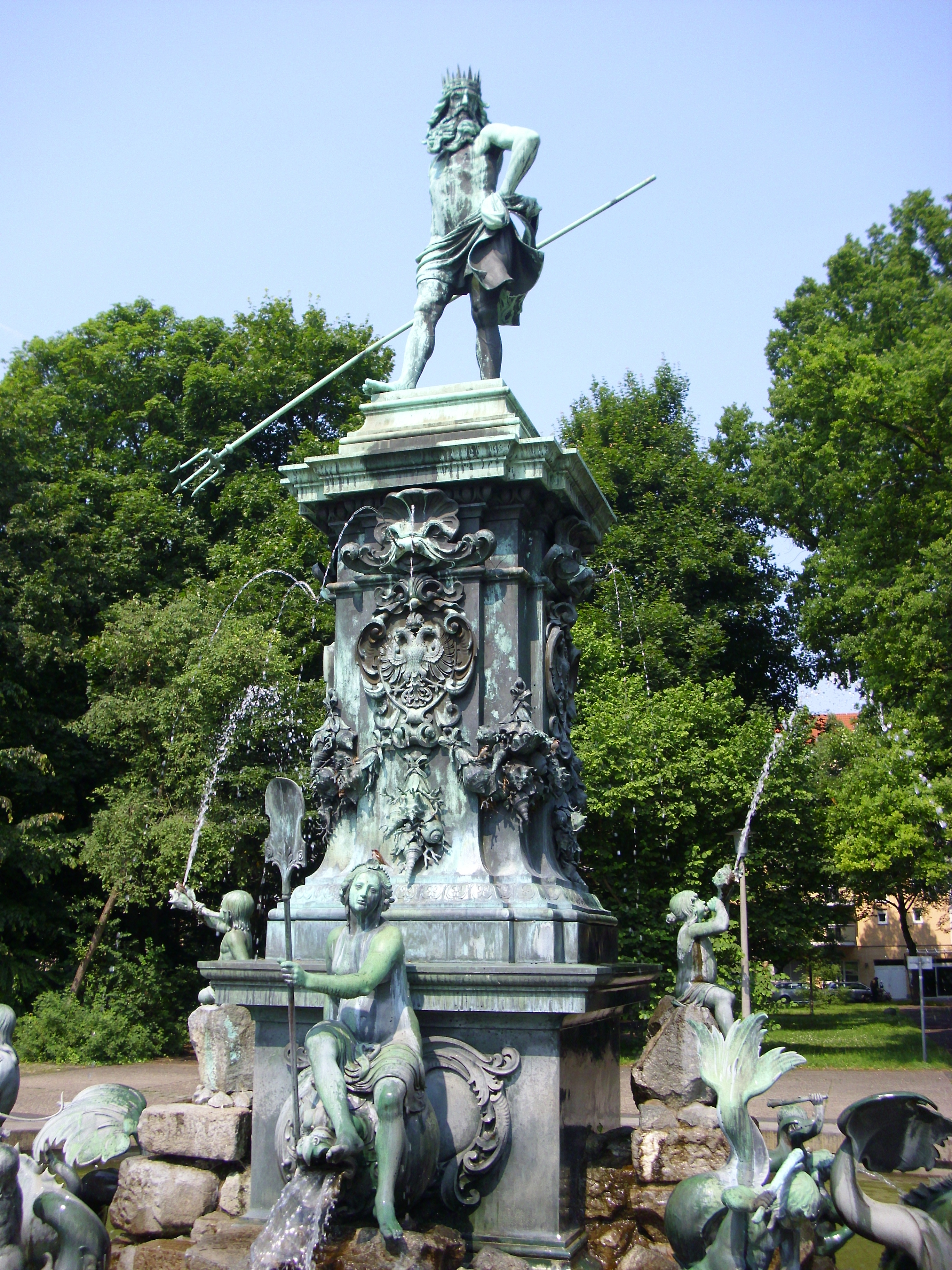
뉘른베르크의 넵투누스 분수
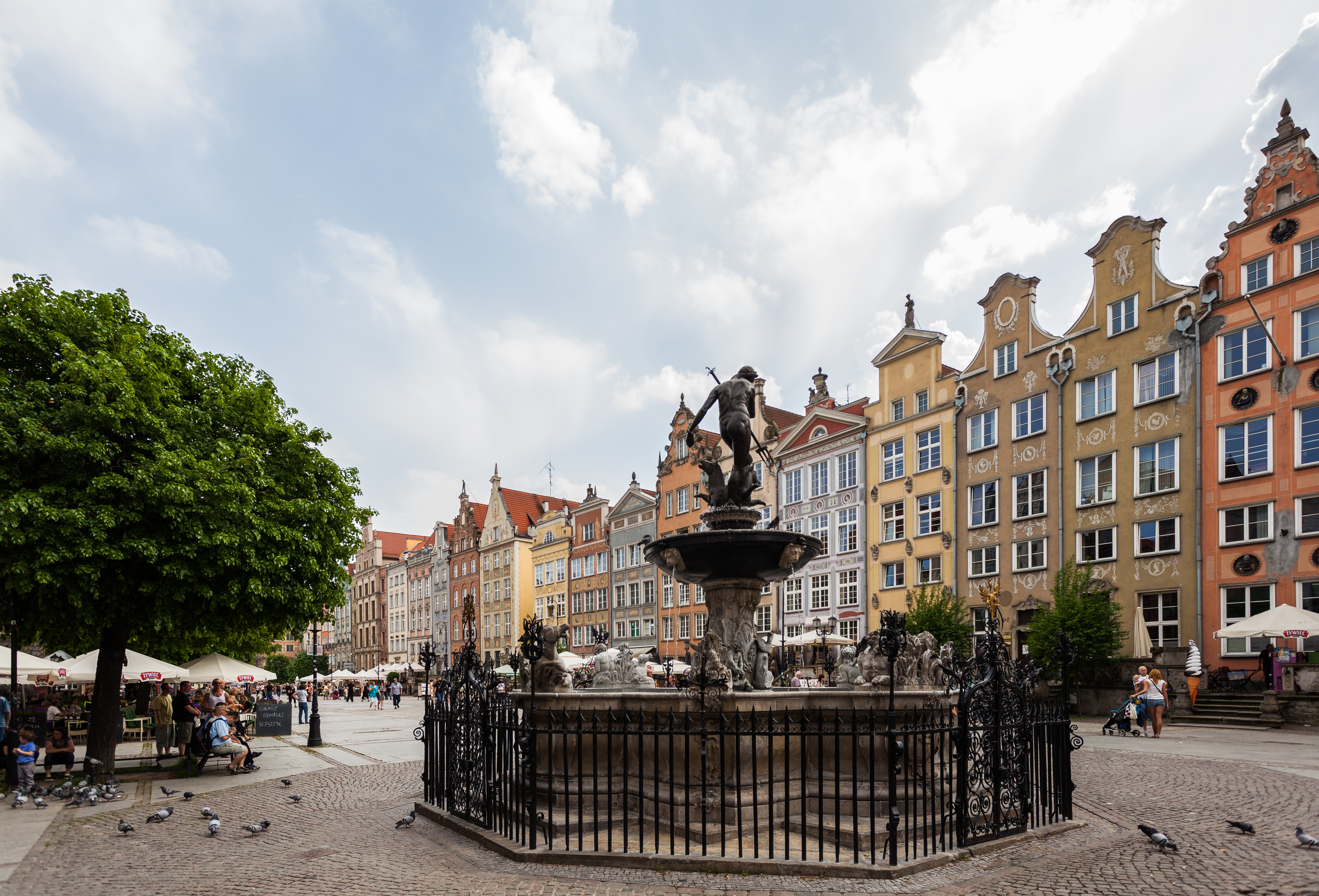
그단스크의 넵투누스 기념물
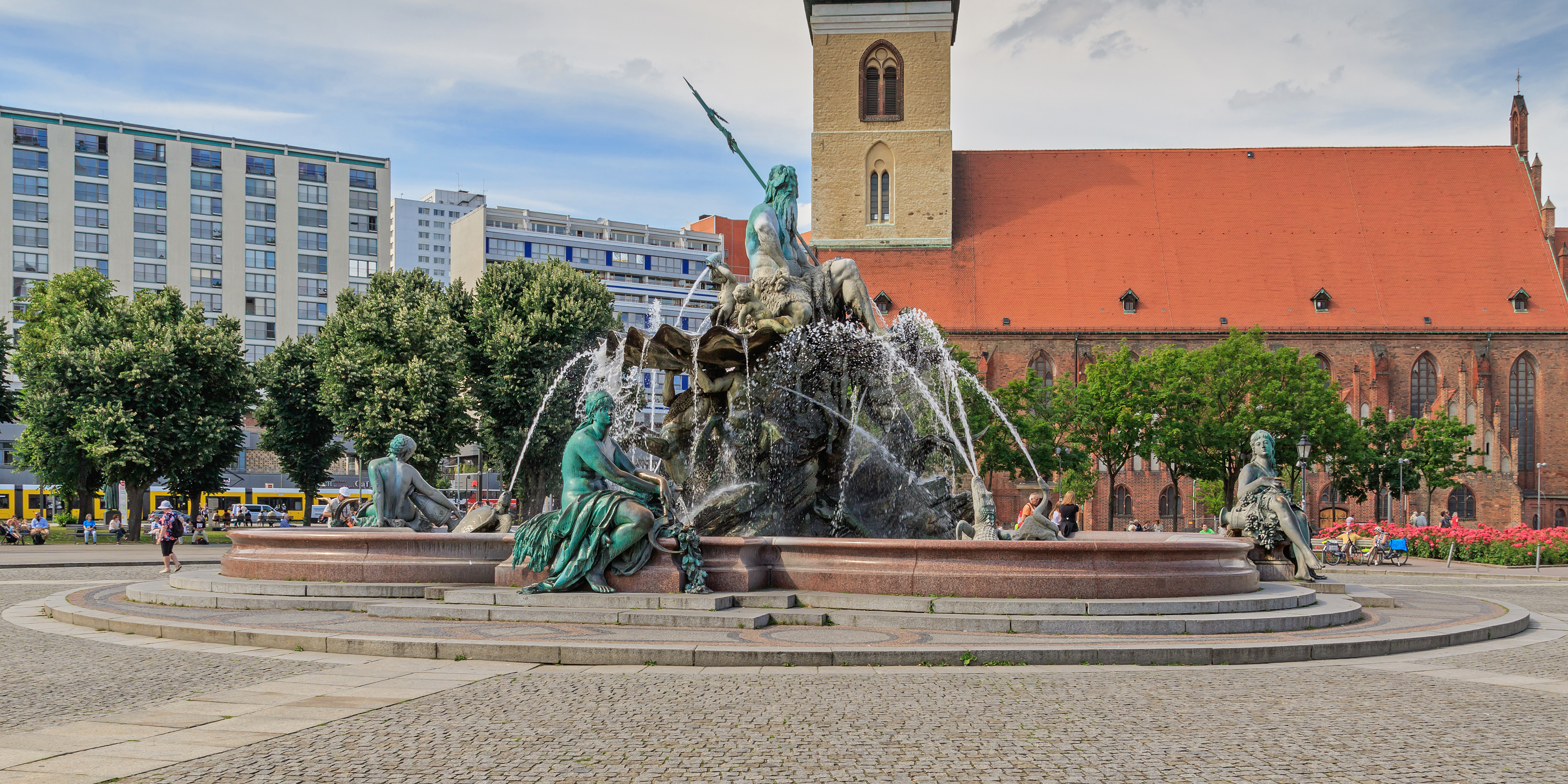
베를린의 넵투누스 분수
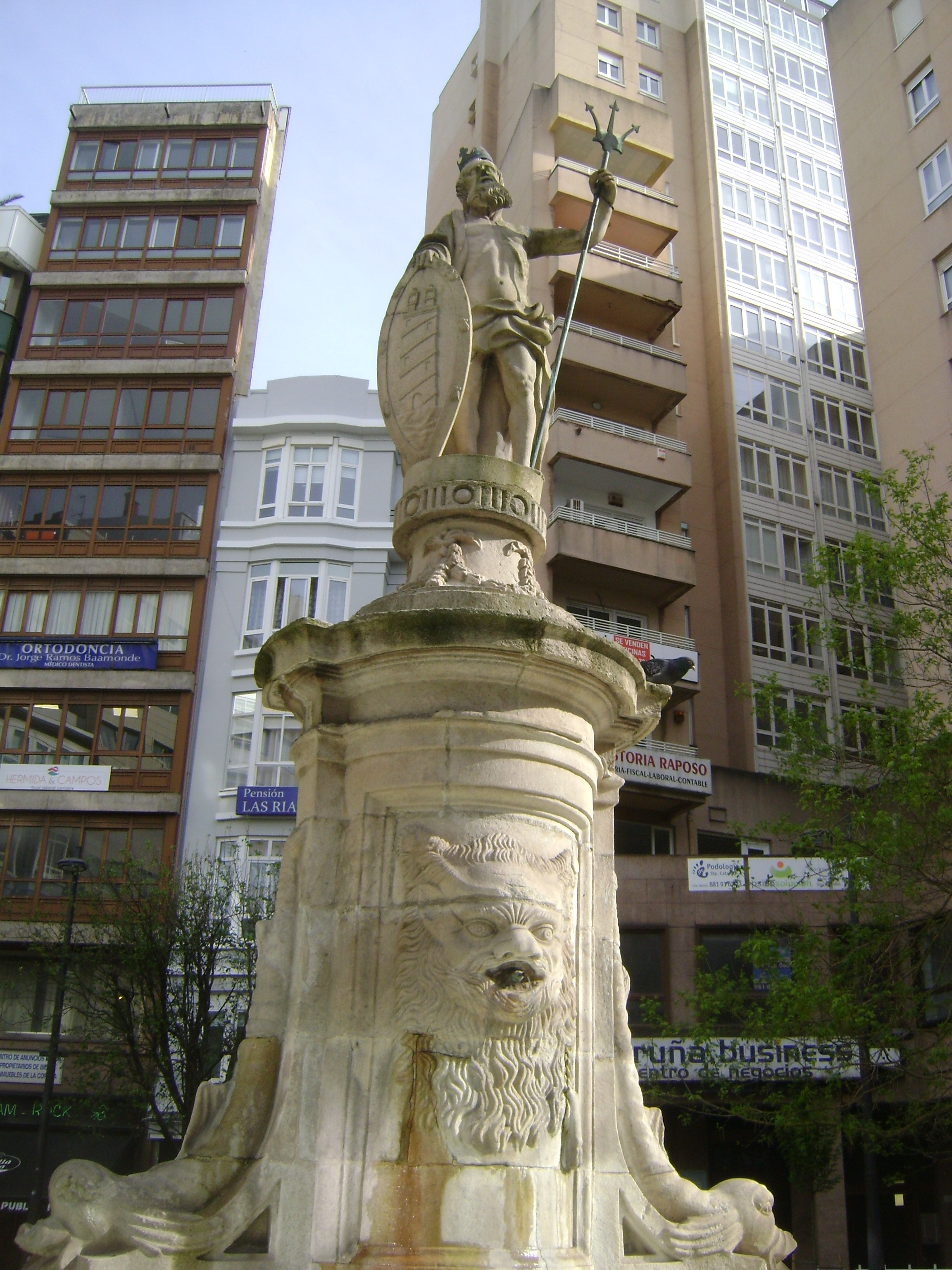
라코루냐의 넵투누스 기념물)

## 참고 문헌
- Bloch, Raymond (1981). 〈Quelques remarques sur Poseidon, Neptunus et Nethuns〉. 《Comptes-rendus des séances de l' Académie des Inscriptions et Belles-Letres》 2. 341–352쪽.
- Nancy Thomson De Grummond 2006. Etruscan Mythology, Sacred History and Legend: An Introduction, University of Pennsylvania Museum of Archaeology, ISBN 1-931707-86-3.
- Georges Dumézil 1977. La religione romana arcaica. Con un 'appendice sulla religione degli Etruschi Edizione e traduzione a cura di Furio Jesi: Milano Rizzoli (Italian translation conducted on an expanded version of the 2nd edition of La religion romaine archaïque Paris Payot 1974).
- Fowler, William Warde (1912). 《The Religious experience of the Roman People》. London.
- Sarolta A. Takacs 2008. Vestal Virgins, Sibyls and Matronae: Women in Roman Religion, University of Texas Press.
- Georg Wissowa 1912. Religion und Kultus der Rőmer Munich.